# Maksim Dyldin
Maksim Dyldin (Perm, Rusia, 19 de mayo de 1987) es un atleta ruso, especialista en la prueba de 4 × 400 m, con la que llegó a ser medallista de bronce mundial en 2013.

## Carrera deportiva
En el Campeonato Europeo de Atletismo de 2010 ganó la medalla de oro en los relevos 4 × 400 metros, con un tiempo de 3:02.14 segundos, llegando a meta por delante de Reino Unido y Bélgica (bronce).
Tres años después, en el Mundial de Moscú 2013 gana la medalla de bronce en la misma prueba, tras Estados Unidos y Jamaica.
Al año siguiente, en el Campeonato Europeo de Atletismo de Zúrich 2014 ganó la medalla de plata en los 4 × 400 m, tras Reino Unido y por delante de Polonia (bronce).